# Conveni de sumació d'Einstein
El  conveni de sumació d'Einstein  o  notació d'Einstein  és una convenció utilitzada per abreujar l'escriptura de sumatoris, en el qual se suprimeix el símbol de sumatori (representat amb la lletra grega sigma {\displaystyle \Sigma }). El conveni va ser introduït per Albert Einstein el 1916. S'aplica en matemàtiques en especial als càlculs en àlgebra lineal destinats a la física. El conveni s'aplica només a sumatoris sobre índexs repetits. El conveni es fa servir especialment amb tensor és on és molt freqüent l'operació de suma sobre índexs repetits i seria molt fatigós escriure explícitament els signes de sumatoris.
La convenció és la següent: donada una expressió tensorial (escrita sense la convenció d'Einstein) l'expressió abreujada s'obté eliminant els signes de sumatori i entenent que els índexs repetits en l'expressió resultant indiquen suma sobre tots els possibles valors de l'índex. Anàlogament donada una expressió abreujada (amb convenció d'Einstein) l'expressió convencional s'aconsegueix afegint un signe de sumatòria per a cada índex repetit que aparegui en l'expressió abreujada, explicitant el valor inicial i final que pot prendre l'índex. Hi ha variants del conveni d'Einstein en les quals només se sumen índexs amb subíndexs.
La idea bàsica subjacent al conveni d'Einstein és molt simple: el conveni permet reemplaçar qualsevol expressió suma a base de termes idèntics com aquesta:
{\displaystyle \mathbf {u} =c_{1}x_{1}+c_{2}x_{2}+c_{3}x_{3}+\cdots +c_{n}x_{n}}
que típicament en la notació convencional s'escriu en forma de sumatori:
{\displaystyle \mathbf {u} =\sum _{i=1}^{n}c_{i}x_{i}}
El conveni permet escriure de manera encara més simple com:
{\displaystyle \mathbf {u} =c_{i}x_{i}}
Amb el conveni d'Einstein, per tant un índex que apareix dues o més vegades en una equació implica que hi ha una suma (de termes idèntics numerats per aquest índex), per tant, el conveni d'Einstein és molt similar a la notació abreujada amb sumatoris amb l'avantatge que no cal escriure explícitament el sumatori.
A la secció d'exemples es reprodueix un conjunt ampli de casos necessàries per aclarir per què el conveni d'Einstein és tan útil a l'hora d'abreujar expressions termes idèntics i fins i tot fer càlculs amb ells.

## Exemples
En aquesta secció considerarem un espai de quatre dimensions com de la teoria de la relativitat on tots els índexs prenen valors entre 0 i 3:
{\displaystyle \mathbf {} a^{\mu }b_{\mu }=a^{0}b_{0}+a^{1}b_{1}+a^{2}b_{2}+a^{3}b_{3}}
{\displaystyle \mathbf {} a^{\mu \nu }b_{\mu }=a^{0\nu }b_{0}+a^{1\nu }b_{1}+a^{2\nu }b_{2}+a^{3\nu }b_{3}.}
L'exemple anterior és un exemple de contracció d'índexs, una operació comuna en el càlcul de certes magnituds tensorials, on a partir del tensor {\displaystyle \mathbf {} a^{\mu \nu }b_{\alpha }} hem construït (calculat) un nou tensor sumant sobre el primer superíndex i el primer subíndex. Típicament el nou tensor és rebatejat amb els índexs afectats per la contracció ja eliminats:
{\displaystyle \mathbf {} {s}^{\nu }=a^{\mu \nu }b_{\mu }.}

## Representacions vectorials
S'empra el conveni d'Einstein a Àlgebra lineal per a distingir fàcilment entre vectors columna i vectors fila. Es pot, per exemple, posar índexs sobre-escrits per representar elements en una columna i índexs subcrits per representar elements en una fila. Seguint aquesta convenció, llavors,
{\displaystyle \mathbf {u} =u^{i}\ \ \mathrm {per} \ \ i=1,2,3,...,M}
representa el vector columna M × 1, i
{\displaystyle \mathbf {v} =v_{j}\ \ \mathrm {per} \ \ j=1,2,3,...,N}
representa el vector fila 1 × N.
En matemàtica i en física teòrica i en particular en la relativitat general, els vectors fila representen vectors contravariants mentre que els vectors columna representen vectors covariants.

## Representació matricial
Utilitzant la notació estàndard, es pot generar una matriu m × n anomenada A mitjançant producte tensorial d'un vector columna u per un vector fila v:
{\displaystyle \mathbf {A} =\mathbf {u} \otimes \mathbf {v} }
En la notació d'Einstein, tenim que:
{\displaystyle {A^{i}}_{j}=u^{i}v_{j}={(u\otimes v)^{i}}_{j}}
Com que i i j representen dos índexs diferents i en aquest cas amb dos rangs diferents m i n respectivament, els índexs no són eliminats en la multiplicació. Tots dos índexs sobreviuen a la multiplicació per arribar a crear una nova matriu A.